# Mosonmagyaróvár vasútállomás
Mosonmagyaróvár vasútállomás (korábban: Moson-Magyaróvár vasútállomás) egy Győr-Moson-Sopron vármegyei vasútállomás, Mosonmagyaróvár településen, a MÁV üzemeltetésében. A Moson városrész délnyugati részén helyezkedik el, közúti elérését az 1-es főút és a 8533-as út (a 86-os főút régi, a városon még keresztülvezető szakasza) felől egyaránt a 85 304-es számú mellékút biztosítja.

## Vasútvonalak
Az állomást az alábbi vasútvonalak érintik:
- Budapest–Hegyeshalom-vasútvonal

## Kapcsolódó állomások
A vasútállomáshoz az alábbi állomások vannak a legközelebb:
- Kimle-Károlyháza vasútállomás (Budapest-Keleti pályaudvar, Budapest–Hegyeshalom-vasútvonal)
- Levél megállóhely (Rajka vasútállomás, Budapest–Hegyeshalom-vasútvonal)

## Forgalom
| Járat                                               | Útvonal | Gyakoriság                                                                      |
| --------------------------------------------------- | --- | ------------------------------------------------------------------------------- |
| személyvonat                                        | Győr – Abda – Öttevény – Lébény-Mosonszentmiklós – Kimle-Károlyháza – Mosonmagyaróvár – Levél – Hegyeshalom (– Bezenye – Rajka) | 2 óránként                                                                      |
| gyorsított személyvonat                             | Budapest-Keleti – Ferencváros – Budapest-Kelenföld – (Biatorbágy → Bicske alsó → Bicske →) Alsógalla – Tatabánya (← Vértesszőlős) – Tóvároskert – Tata (← Almásfüzitő ← Almásfüzitő felső ← Szőny) – Komárom – Ács (← Nagyszentjános ← Győrszentiván) – Győr-Gyárváros – Győr – Abda – Öttevény – Lébény-Mosonszentmiklós – Mosonmagyaróvár – Levél – Hegyeshalom | Munkanapokon napi 1-2 pár                                                       |
| EuroRegio                                           | Győr – Abda – Öttevény – Lébény-Mosonszentmiklós – Kimle-Károlyháza – Mosonmagyaróvár – Levél – Hegyeshalom – Nickelsdorf (Miklóshalma) – Zurndorf (Zurány) – Parndorf (Pándorfalu) – Parndorf Ort (Pándorfalu község) – Bruck a.d. Leitha (Bruck-Királyhida)(– Götzendorf – Gramatneusiedl – Wien Grillgasse – Wien Hauptbahnhof (Bécs)) | 2 óránként                                                                      |
|                                                     | Budapest-Déli – Budapest-Kelenföld – Győr – Mosonmagyaróvár – Hegyeshalom – Wien Meidling (Bécs Meidling) – Wien Hauptbahnhof (Bécs főpályaudvar) – Břeclav – Brno hl.n. (Brno főpályaudvar) – Brno-Židenice – Praha hl.n. (Prága főpályaudvar) | Napi 4 pár (2 pár Budapest és Prága között, 2 pár csak Budapest és Bécs között) |
| xpress                                              | Budapest-Keleti – Budapest-Kelenföld – Tatabánya – Győr – Mosonmagyaróvár – Hegyeshalom – Wien Hauptbahnhof (Bécs) – Wien Meidling – St. Pölten Hauptbahnhof – Linz Hauptbahnhof – Salzburg Hauptbahnhof – Kufstein – Wörgl (← Jenbach) – Innsbruck Hauptbahnhof – Ötztal – Landeck-Zams – Sankt Anton Am Arlberg – Bludenz – Feldkirch – Buchs – Sargans – Zürich Hauptbahnhof | Napi 1-2 pár                                                                    |
| xpress                                              | Budapest-Keleti – Budapest-Kelenföld – Tatabánya – Győr – Mosonmagyaróvár – Hegyeshalom – Wien Hauptbahnhof (Bécs) – Wien Meidling – St. Pölten Hauptbahnhof – Linz Hauptbahnhof – (Wels Hauptbahnhof –) Salzburg Hauptbahnhof – (Rosenheim –) München Hauptbahnhof (hetente 2 pár tovább: München-Pasing – Augsburg Hauptbahnhof – (Günzburg →) Ulm Hauptbahnhof – Stuttgart Hauptbahnhof – Mannheim Hauptbahnhof – Frankfurt am Main Flughafen Fernbahnhof – Frankfurt Hauptbahnhof)                                     | 2 óránként                                                                      |
| Kálmán Imre EuroNight                               | Budapest-Keleti – Budapest-Kelenföld – Tatabánya – Győr – Mosonmagyaróvár – Hegyeshalom – Wien Hauptbahnhof (Bécs) – Wien Meidling – St. Pölten Hauptbahnhof – Linz Hauptbahnhof – (Wels Hauptbahnhof →) Salzburg Hauptbahnhof (közvetlen kocsikkal tovább Zürichbe) – Rosenheim – München Ostbahnhof – München Hauptbahnhof | Napi 1 pár                                                                      |
| Csárdás, Lehár, Liszt Ferenc és Semmelweis EuroCity | Budapest-Keleti – Budapest-Kelenföld – Tatabánya – Győr – Mosonmagyaróvár – Hegyeshalom – Wien Hauptbahnhof (Bécs) | Napi 4 pár                                                                      |
| Advent EuroCity                                     | Budapest-Keleti – Budapest-Kelenföld – Tatabánya – Komárom – Győr – Mosonmagyaróvár – Hegyeshalom – Wien Hauptbahnhof (Bécs) | Decemberi szombatokon napi 1 pár                                                |
| Hortobágy EuroCity                                  | Wien Hauptbahnhof (Bécs) – Hegyeshalom – Mosonmagyaróvár – Győr – Tatabánya – Budapest-Kelenföld – Budapest-Keleti – Szolnok – (Szajol →) Törökszentmiklós – (Fegyvernek-Örményes →) Kisújszállás – Karcag – Püspökladány – (Kaba →) Hajdúszoboszló – (Ebes →) Debrecen – Nyíregyháza – Demecser – Kisvárda – Záhony (közvetlen kocsikkal tovább: Csap (Чоп) – Munkács (Мукачево) – Szolyva (Свалява) – Szlavszke (Славське) – Sztrij (Стрий) – Lviv-Holovnij (Льві́в-Головни́й) – Kijiv-Paszazsirszkij (Київ-Пасажирський)) | Napi 1 pár                                                                      |
| Transilvania-Szamos EuroCity                        | Wien Hauptbahnhof (Bécs) – Hegyeshalom – Mosonmagyaróvár – Győr – Tatabánya – Budapest-Kelenföld – Budapest-Keleti – Szolnok – Törökszentmiklós – Kisújszállás – Karcag – Püspökladány (közvetlen kocsikkal tovább Nagybánya felé) – Báránd – Sáp – Berettyóújfalu – Mezőpeterd – Biharkeresztes – Episcopia Bihor (Biharpüspöki) – Oradea (Nagyvárad) – Aleșd (Élesd) – Șuncuiuș (Vársonkolyos) – Bratca (Barátka) – Ciucea (Csucsa) – Huedin (Bánffyhunyad) – Cluj-Napoca (Kolozsvár)                                    | Napi 1 pár                                                                      |
| Dacia-Corvin EuroCity                               | Wien Hauptbahnhof (Bécs) – Hegyeshalom – Mosonmagyaróvár – Győr – Tatabánya – Budapest-Kelenföld – Budapest-Keleti – Szolnok (közvetlen kocsikkal Kolozsvárra) – Békéscsaba – Lőkösháza – Curtici (Kürtös) – Arad (Arad) – Deva (Déva) – Simeria (Piski) – Alba Iulia (Gyulafehérvár) (← Coșlariu (Koslárd)) – Blaj (Balázsfalva) – Mediaș (Medgyes) – Sighișoara (Segesvár) – Brașov (Brassó) – Predeal (Predeál) – Sinaia – Ploiești Vest – București Nord                                                               | Napi 1 pár                                                                      |